# Trophy European Pentathlon 1989
Die Trophy European Pentathlon 1989 war die elfte Fünfkampf-Europameisterschaft für Nationalmannschaften, meist unter dem Namen TEP bekannt. Das Turnier fand vom 21. bis zum 24. September 1989 im Nykøbing Falster auf der dänischen Insel Falster statt.

## Geschichte
Nach fünf Jahren fand sich wieder ein Ausrichter für das TEP Turnier. Im dänischen Nykøbing Falster wurde erstmals im Satzsystem gespielt, was die Durchschnitte der Partien deutlich nach unten zog. Die meisten Teilnehmer waren mit diesem System nicht einverstanden. Trotzdem waren die erfolgreichen Mannschaften der letzten Jahre wieder oben in der Endtabelle. Nach 15 Jahren siegten wieder mal die Belgier vor Deutschland. Überraschungsmannschaft war diesmal Spanien, die sich vor Österreich und dem fünfmaligen Sieger Niederlande platzieren konnten.

## Gemeldete Mannschaften
| Disziplin    | Niederlande          | Belgien          | Deutschland        | Frankreich      |
| ------------ | -------------------- | ---------------- | ------------------ | --------------- |
| Freie Partie | Ad Koorevaar         | Peter Bracke     | Volker Baten       | Georges Bourezg |
| Cadre 71/2   | John van der Stappen | Frédéric Caudron | Wolfgang Zenkner   | Brahim Djoubri  |
| Cadre 47/1   | Jos Bongers          | Philippe Deraes  | Fabien Blondeel    | Louis Edelin    |
| Einband      | Dick Jaspers         | Ludo Dielis      | Thomas Wildförster | Egidio Vierat   |
| Dreiband     | Arie Weijenburg      | Paul Stroobants  | Dieter Müller      | Serge Vidal     |

| Disziplin    | Österreich      | Spanien       | Dänemark           | Griechenland    |
| ------------ | --------------- | ------------- | ------------------ | --------------- |
| Freie Partie | Michael Hikl    | Rafael Garcia | Jesper Larsen      | Dion Tsokantas  |
| Cadre 71/2   | Stephan Horvath | Carlos Tuset  | Thomas Larsen      | Krikellas       |
| Cadre 47/1   | Kurt Mastny     | Juan Albert   | Daniel Nielsen     | Nikos Tremoulis |
| Einband      | Christoph Pilss | Pedro Arnau   | Karsten Lieberkind | George Sakkas   |
| Dreiband     | Franz Stenzel   | José Carrillo | Danny Korte        | Lambrou         |

## Turniermodus
Es wurde in zwei Gruppen mit vier Mannschaften im Round Robin System gespielt. Die beiden Ersten jeder Gruppe qualifizierten sich für das Halbfinale. Die beiden Halbfinalsieger spielten das Finale, die Verlierer spielten den dritten Platz aus. Die weiteren Plätze wurden nicht mehr ausgespielt.
Auf Wunsch des Ausrichters wurden alle Disziplinen im Satzsystem gespielt.
Spieldistanzen:
- Freie Partie: 2 Gewinnsätze bis 100 Punkte
- Cadre 71/2: 2 Gewinnsätze bis 60 Punkte
- Cadre 47/1: 2 Gewinnsätze bis 60 Punkte
- Einband: 2 Gewinnsätze bis 50 Punkte
- Dreiband: 2 Gewinnsätze bis 15 Punkte

Ein Nachstoß wurde nur dann gegeben, wenn die Partie in einer Aufnahme beendet werden konnte.

## Gruppenrunde
Die Einzelergebnisse der Mannschaftsspiele liegen nicht vor.

### Gruppe A
| Name                       | Name                       | MP  |
| -------------------------- | -------------------------- | --- |
| Deutschland – Griechenland | Deutschland – Griechenland | 6:4 |

| Name                 | Name                 | MP  |
| -------------------- | -------------------- | --- |
| Belgien – Frankreich | Belgien – Frankreich | 8:2 |

| Name                     | Name                     | MP  |
| ------------------------ | ------------------------ | --- |
| Deutschland – Frankreich | Deutschland – Frankreich | 8:2 |

| Name                   | Name                   | MP   |
| ---------------------- | ---------------------- | ---- |
| Belgien – Griechenland | Belgien – Griechenland | 10:0 |

| Name                      | Name                      | MP   |
| ------------------------- | ------------------------- | ---- |
| Frankreich – Griechenland | Frankreich – Griechenland | 10:0 |

| Name                  | Name                  | MP  |
| --------------------- | --------------------- | --- |
| Belgien – Deutschland | Belgien – Deutschland | 8:2 |

#### Abschlusstabelle
Die Wertung für die Endtabelle:
1. MP = Matchpunkte
2. PP = Partiepunkte
3. Satzpunkte

| Platz | Land         | Spiele | G-U-V | MP  | PP    | Satzpunkte |
| ----- | ------------ | ------ | ----- | --- | ----- | ---------- |
| 1     | Belgien      | 3      | 3-0-0 | 6:0 | 26:4  | 28:9       |
| 2     | Deutschland  | 3      | 2-0-1 | 4:2 | 16:14 | 18:19      |
| 3     | Frankreich   | 3      | 1-0-2 | 2:4 | 14:16 | 20:19      |
| 4     | Griechenland | 3      | 0-0-3 | 0:6 | 4:26  | 7:26       |

### Spiele Gruppe B
| Name                   | Name                   | MP  |
| ---------------------- | ---------------------- | --- |
| Niederlande – Dänemark | Niederlande – Dänemark | 8:2 |

| Name                 | Name                 | MP  |
| -------------------- | -------------------- | --- |
| Spanien – Österreich | Spanien – Österreich | 6:4 |

| Name                  | Name                  | MP  |
| --------------------- | --------------------- | --- |
| Niederlande – Spanien | Niederlande – Spanien | 6:4 |

| Name                  | Name                  | MP  |
| --------------------- | --------------------- | --- |
| Österreich – Dänemark | Österreich – Dänemark | 8:2 |

| Name               | Name               | MP  |
| ------------------ | ------------------ | --- |
| Spanien – Dänemark | Spanien – Dänemark | 8:2 |

| Name                     | Name                     | MP  |
| ------------------------ | ------------------------ | --- |
| Österreich – Niederlande | Österreich – Niederlande | 8:2 |

#### Abschlusstabelle
Die Wertung für die Endtabelle:
1. MP = Matchpunkte
2. PP = Partiepunkte
3. Satzpunkte

| Platz | Land        | Spiele | G-U-V | MP  | PP    | Satzpunkte |
| ----- | ----------- | ------ | ----- | --- | ----- | ---------- |
| 1     | Österreich  | 3      | 2-0-1 | 4:2 | 20:10 | 24:18      |
| 2     | Spanien     | 3      | 2-0-1 | 4:2 | 18:12 | 20:18      |
| 3     | Niederlande | 3      | 2-0-1 | 4:2 | 16:14 | 21:19      |
| 4     | Dänemark    | 3      | 0-0-3 | 0:6 | 6:24  | 15:25      |

## Halbfinale
| Name              | Name              | MP  |
| ----------------- | ----------------- | --- |
| Belgien – Spanien | Belgien – Spanien | 8:2 |

| Name                     | Name                     | MP   |
| ------------------------ | ------------------------ | ---- |
| Deutschland – Österreich | Deutschland – Österreich | 10:0 |

### Spiel um Platz 3
| Name                 | Name                 | MP  |
| -------------------- | -------------------- | --- |
| Spanien – Österreich | Spanien – Österreich | 6:4 |

## Finale
| Name                  | Name                  | MP  |
| --------------------- | --------------------- | --- |
| Belgien – Deutschland | Belgien – Deutschland | 6:4 |

## Abschlusstabelle
Die Wertung für die Endtabelle:
1. MP = Matchpunkte
2. PP = Partiepunkte
3. Satzpunkte

| Platz | Land         | Spiele | G-U-V | MP   | PP    | Satzpunkte |
| ----- | ------------ | ------ | ----- | ---- | ----- | ---------- |
| 1     | Belgien      | 5      | 5-0-0 | 10:0 | 40:10 | 43:17      |
| 2     | Deutschland  | 5      | 3-0-2 | 6:4  | 30:20 | 33:26      |
| 3     | Spanien      | 5      | 3-0-2 | 6:4  | 26:24 | 30:32      |
| 4     | Österreich   | 5      | 2-0-3 | 4:6  | 24:26 | 30:35      |
| 5     | Niederlande  | 3      | 2-0-1 | 4:2  | 16:14 | 21:19      |
| 6     | Frankreich   | 3      | 1-0-2 | 2:4  | 14:16 | 20:19      |
| 7     | Dänemark     | 3      | 0-0-3 | 0:6  | 6:24  | 15:25      |
| 8     | Griechenland | 3      | 0-0-3 | 0:6  | 4:26  | 7:26       |

## Einzel-Ranglisten
| Platz | Name            | Spiele | G-U-V | MP  | PP  | Pkte | Aufn. | GD    | BSD    |
| ----- | --------------- | ------ | ----- | --- | --- | ---- | ----- | ----- | ------ |
| 1     | Michael Hikl    | 5      | 4-0-1 | 8:2 | 8:4 | 874  | 26    | 33,61 | 100,00 |
| 2     | Peter Bracke    | 5      | 4-0-1 | 8:2 | 8:4 | 847  | 26    | 32,57 | 100,00 |
| 3     | Volker Baten    | 5      | 3-0-2 | 6:4 | 8:4 | 860  | 20    | 43,00 | 100,00 |
| 4     | Ad Koorevaar    | 3      | 2-0-1 | 4:2 | 5:3 | 565  | 15    | 37,66 | 100,00 |
| 5     | Georges Bourezg | 3      | 2-0-1 | 4:2 | 5:3 | 525  | 16    | 32,81 | 100,00 |
| 6     | Rafael Garcia   | 5      | 1-0-4 | 2:8 | 2:9 | 311  | 21    | 14,80 | 50,00  |
| 7     | Jesper Larsen   | 3      | 0-0-3 | 0:6 | 3:6 | 483  | 24    | 20,12 | 100,00 |
| 8     | Dion Tsokantas  | 3      | 0-0-3 | 0:6 | 0:6 | 115  | 15    | 7,66  | -      |

| Platz | Name                 | Spiele | G-U-V | MP  | PP  | Pkte | Aufn. | GD    | BSD   |
| ----- | -------------------- | ------ | ----- | --- | --- | ---- | ----- | ----- | ----- |
| 1     | Frédéric Caudron     | 5      | 4-0-1 | 8:2 | 9:3 | 676  | 28    | 24,14 | 60,00 |
| 2     | Carlos Tuset         | 5      | 4-0-1 | 8:2 | 8:2 | 534  | 34    | 15,70 | 20,00 |
| 3     | Wolfgang Zenkner     | 5      | 4-0-1 | 8:2 | 9:6 | 672  | 33    | 20,36 | 60,00 |
| 4     | Stephan Horvath      | 5      | 2-0-3 | 4:6 | 5:7 | 521  | 33    | 15,78 | 60,00 |
| 5     | John van der Stappen | 3      | 1-0-2 | 2:4 | 3:4 | 353  | 24    | 14,70 | 30,00 |
| 6     | Brahim Djoubri       | 3      | 1-0-2 | 2:4 | 3:4 | 287  | 20    | 14,35 | 20,00 |
| 7     | Krikellas            | 3      | 0-0-3 | 0:6 | 1:6 | 113  | 23    | 4,91  | 12,00 |
| 8     | Thomas Larsen        | 3      | 0-0-3 | 0:6 | 0:6 | 172  | 23    | 7,47  | -     |

| Platz | Name            | Spiele | G-U-V | MP  | PP  | Pkte | Aufn. | GD    | BSD   |
| ----- | --------------- | ------ | ----- | --- | --- | ---- | ----- | ----- | ----- |
| 1     | Philippe Deraes | 5      | 4-0-1 | 8:2 | 9:3 | 649  | 44    | 14,75 | 60,00 |
| 2     | Kurt Mastny     | 5      | 3-0-2 | 6:4 | 7:7 | 595  | 42    | 14,16 | 60,00 |
| 3     | Jos Bongers     | 3      | 2-0-1 | 4:2 | 5:3 | 399  | 24    | 16,62 | 60,00 |
| 4     | Louis Edelin    | 3      | 2-0-1 | 4:2 | 5:3 | 327  | 25    | 13,08 | 30,00 |
| 5     | Juan Albert     | 5      | 2-0-3 | 4:6 | 6:8 | 464  | 47    | 9,82  | 20,00 |
| 6     | Fabian Blondeel | 5      | 2-0-3 | 4:6 | 4:7 | 360  | 31    | 11,61 | 60,00 |
| 7     | Nikos Tremoulis | 3      | 1-0-2 | 2:4 | 2:4 | 236  | 25    | 9,44  | 30,00 |
| 8     | Daniel Nielsen  | 3      | 0-0-3 | 0:6 | 3:6 | 292  | 33    | 8,84  | 30,00 |

| Platz | Name               | Spiele | G-U-V | MP  | PP  | Pkte | Aufn. | GD   | BSD   |
| ----- | ------------------ | ------ | ----- | --- | --- | ---- | ----- | ---- | ----- |
| 1     | Ludo Dielis        | 5      | 4-0-1 | 8:2 | 9:4 | 552  | 77    | 7,16 | 16,66 |
| 2     | Pedro Arnau        | 5      | 4-0-1 | 8:2 | 8:6 | 558  | 99    | 5,63 | 16,66 |
| 3     | Karsten Lieberkind | 3      | 2-0-1 | 4:2 | 5:2 | 292  | 40    | 7,30 | 16,66 |
| 4     | Thomas Wildförster | 5      | 2-0-3 | 4:6 | 4:7 | 445  | 70    | 6,35 | 25,00 |
| 5     | Egidio Vierat      | 3      | 1-0-2 | 2:4 | 4:4 | 353  | 54    | 6,53 | 12,50 |
| 6     | George Sakkas      | 3      | 1-0-2 | 2:4 | 3:4 | 276  | 53    | 5,20 | 25,00 |
| 7     | Dick Jaspers       | 5      | 1-0-4 | 2:8 | 3:5 | 276  | 51    | 5,41 | 12,50 |
| 8     | Christoph Pilss    | 5      | 1-0-4 | 2:8 | 5:9 | 571  | 80    | 7,13 | 25,00 |

| Platz | Name            | Spiele | G-U-V | MP  | PP  | Pkte | Aufn. | GD    | BSD   |
| ----- | --------------- | ------ | ----- | --- | --- | ---- | ----- | ----- | ----- |
| 1     | Dieter Müller   | 5      | 4-0-1 | 8:2 | 8:2 | 145  | 135   | 1,074 | 1,500 |
| 2     | Paul Stroobants | 5      | 4-0-1 | 8:2 | 8:3 | 145  | 132   | 1,098 | 1,666 |
| 3     | Arie Weijenburg | 3      | 2-0-1 | 4:2 | 5:4 | 108  | 115   | 0,939 | 1,875 |
| 4     | José Carrillo   | 5      | 2-0-3 | 4:6 | 6:7 | 151  | 177   | 0,853 | 3,750 |
| 5     | Franz Stenzel   | 5      | 3-0-3 | 4:6 | 5:8 | 155  | 170   | 0,911 | 1,875 |
| 6     | Danny Korte     | 3      | 1-0-2 | 2:4 | 4:5 | 113  | 130   | 0,869 | 1,666 |
| 7     | Serge Vidal     | 3      | 1-0-2 | 2:4 | 3:5 | 91   | 105   | 0,866 | 1,500 |
| 8     | Lambrou         | 3      | 0-0-3 | 0:6 | 1:6 | 61   | 95    | 0,642 | 1,875 |